# TIROS 7
TIROS 7 (ang. Television Infrared Observational Satellite) – amerykański satelita meteorologiczny. Przesłał ponad 150 000 zdjęć pokrywy chmur. Statek pracował normalnie do 31 grudnia 1965. Potem sporadycznie do 3 lutego 1967. Przez kolejne półtora roku służył zbieraniu danych inżynieryjnych. Wyłączony 3 czerwca 1968. Spłonął przy ponownym wejściu w atmosferę ziemską 3 czerwca 1994.

## Budowa i działanie

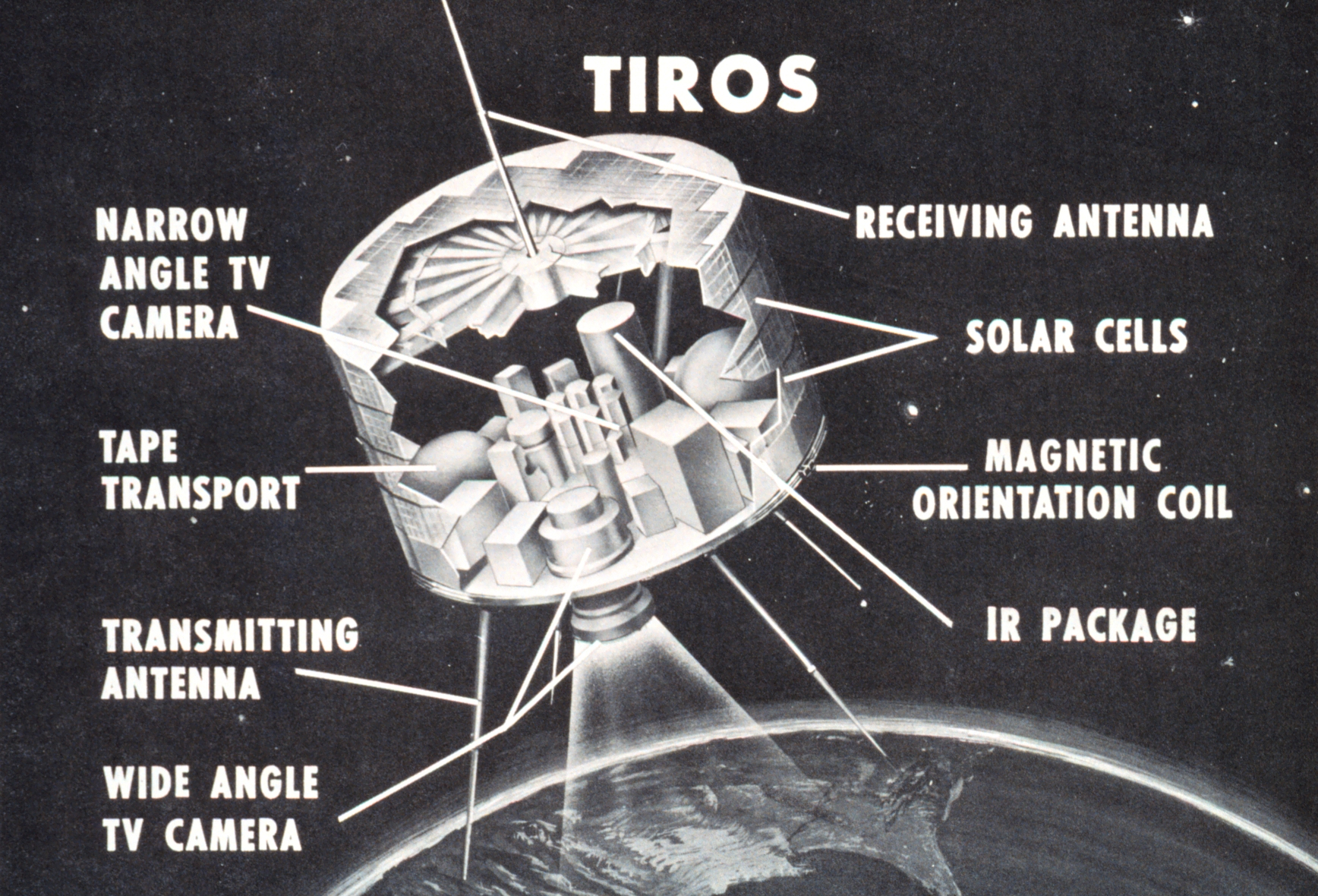
Rozmieszczenie instrumentów i przyrządów na satelicie TIROS 7

Statek został opracowany przez Centrum Lotów Kosmicznych imienia Roberta H. Goddarda, część NASA, oraz firmy: Radio Corporation of America (RCA), Astro Electronic Division (dzisiejszy Lockheed Martin). Szkielet satelity wykonano z aluminium i stali nierdzewnej. Kadłub miał kształt graniastosłupa o podstawie osiemnastokątnej. Pokrycie statku stanowiło ponad 9260 ogniw słonecznych, każde o wymiarach 1×2 cm. Gromadziły energię w 21 akumulatorach NiCd.
Na obwodzie spodu statku zamontowano pięć stałopędnych silniczków nadających satelicie ruch obrotowy o prędkości od 8 do 12 obrotów na minutę. Oś obrotu statku mogła być kontrolowana z dokładnością 1, 2 stopni. Służył do tego magnetyczny system kontroli położenia. Jego układem wykonawczym było 250 przewodów owijających statek po obwodzie. Konieczny dla kontroli pozycji moment obrotowy wytwarzała interakcja ziemskiego pola magnetycznego z polem magnetycznym (prądem) zaindukowanym w statku. Nowym elementem był podczerwony czujnik horyzontu.
Do łączności z Ziemią używano pojedynczej anteny monopolowej. Umieszczona była na szczycie statku. Dwie anteny dipolowe (4 pręty wystające ze spodu statku) służyły do nadawania telemetrii (częstotliwość 235 MHz; moc 2 W). Kamery wyzwalały się automatycznie po wejściu Ziemi w pole widzenia. Zdjęcia były przesyłane bezpośrednio na Ziemię lub nagrywane na rejestratorze, mieszczącym do 32 obrazów. Nadawanie sekwencji 32 obrazów trwało 100 sekund. Odbywało się przez 3 W nadajnik FM, na częstotliwości 237 MHz. 

## Ładunek

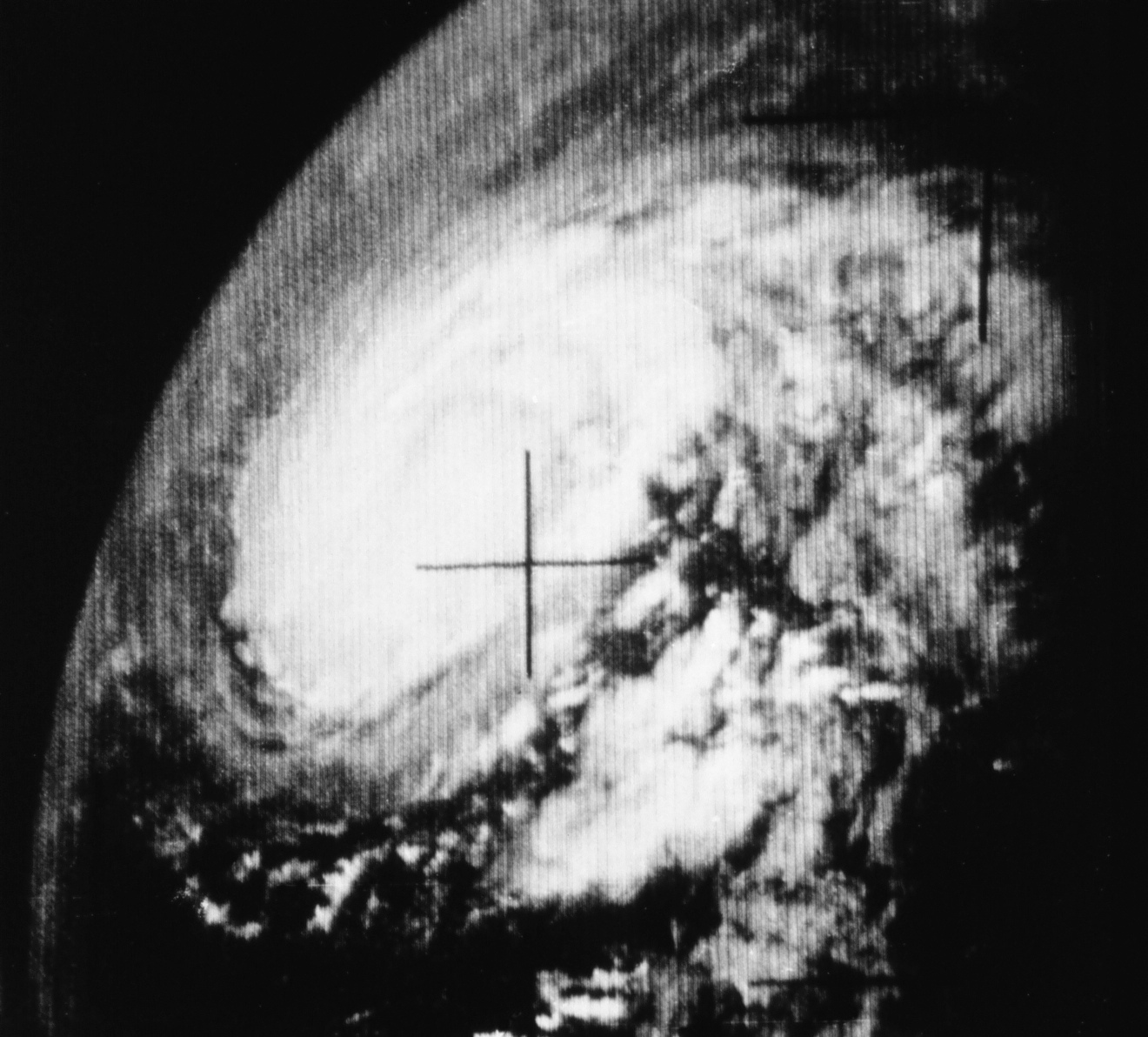
Huragan Beulah zaobserwowany przez TIROS-a 7, 22 sierpnia 1967

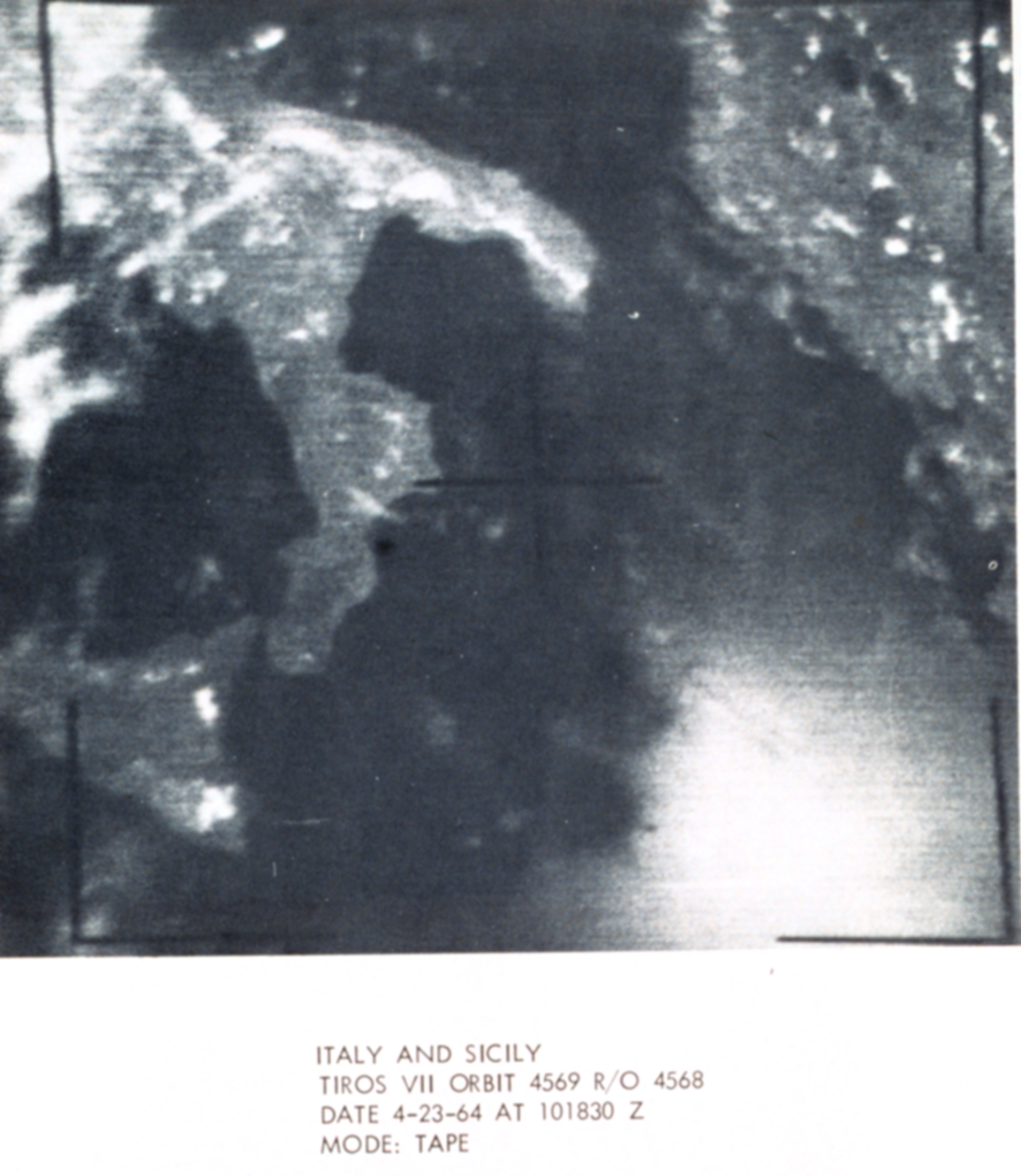
Włochy i Sycylia widziane przez TIROS-a 7

- System telewizyjny

Był projektowany do uzyskania użytecznych obrazów meteorologicznych oraz do dalszych testów związanych z uzyskiwaniem satelitarnych zdjęć pokrywy chmur. Składał się on z dwóch niezależnych zestawów kamer telewizyjnych typu Vidicon 127 mm. Obie z obiektywami szerokokątnymi 104°; magnetycznych rejestratorów taśmowych (o pojemności 32 zdjęć), i nadajników sygnału TV (częstotliwość pracy 235 MHz). Obraz z kamer miał rozdzielczość 500 linii. Zamontowane były na spodzie statku. Ich osie optyczne były prostopadłe do osi obrotu statku. Wyzwalane były automatycznie, gdy tylko Ziemia znajdowała się w ich polu widzenia. Obrazy były wysyłane do jednej z dwóch stacji naziemnych lub gromadzone na taśmie magnetycznej w celu późniejszego odtworzenia. Nadanie 32 zdjęć przez satelitę zabierało 100 sekund. Z wysokości 700 km jedno zdjęcie pokrywało obszar 1200 x 1200 km, z rozdzielczością 2,5 - 3 km (w nadirze). System mógł wykonywać dzienne zdjęcia pokrywy chmur, między 65° S a 65° N szerokości geograficznej. Między 1965 a 3 lutego 1967, satelita był zaprogramowany do wykonywania zdjęć uzupełniających pracę pozostałych satelitów serii.
- Wielokierunkowy radiometr niskiej rozdzielczości (masa 1,4 kg; zużycie energii 2 W)

Składa z dwóch zestawów bolometrów. Miały one kształt wydrążonych aluminiowych półkul. Ich oś optyczna była równoległa z osią obrotu statku. Przyrząd mierzył ilość energii słonecznej zaabsorbowanej lub odbitej przez Ziemię i jej atmosferę, oraz energię wyemitowaną przez układ Ziemia - atmosfera. Jeden z bolometrów każdym zestawie był pomalowany na czarno, a drugi na biało. Czarny pochłaniał większość padającego nań promieniowania, zaś biały był czuły na promieniowanie o długości fali powyżej 4 μm. Temperatura czujników była mierzona przez termistory, co 29 sekund. Przesyłana była średnia z pomiarów dwóch odpowiadających sobie bolometrów. Eksperyment powiódł się, a użyteczne dane nadsyłane były przez satelitę między 19 czerwca a 13 września 1963. Identyczne przyrządy poleciały na satelitach TIROS 3 i TIROS 4. Podobny został wyniesiony na satelicie Explorer 7.
- Radiometr skaningowy (masa 2 kg, zużywał 1 W energii)

Mierzył emisję i odbicie promieniowania przez Ziemię i jej atmosferę. Przyrząd posiadał dwie osie optyczne nachylone do osi obrotu statku pod kątem 45 i 135 stopni. Czujnik składał się z bolometrów i filtrów ograniczających rejestrowane widmo promieniowania. Pięć kanałów było czułych na promieniowanie z zakresu, odpowiednio: 14,8 - 15,5 μm (absorpcja przez dwutlenek węgla), 8 - 12 μm (tzw. okno atmosferyczne), 0,2 - 6 μm (odbite promieniowanie słoneczne), 8 - 30 μm (promieniowanie cieplne Ziemi), 0,55 - 0,75 (odbite promieniowanie słoneczne). Z powodów technicznych, dane z kanałów 1, 3, 4, były wartościowe jedynie od momentu startu do, odpowiednio, 14 listopada, 25 grudnia i 23 lutego 1964. Niemal identyczne instrumenty (małe zmiany w układzie optycznym) poleciały na satelitach TIROS 2, 3 i 4.
- Próbnik Langmuira

Służył do pomiaru gęstości i temperatury elektronów. Cylindryczny miernik zawierał dwie elektrody koncentryczne. Elektroda wewnętrzna, o wymiarach 0,056×23 cm, stanowiła kolektor. Zewnętrzna miała wymiary 0,168×10 cm. Próbnik był przemiatany napięciem od 0 do 1,5 V w dwie sekundy. Sygnałem pomiarowym była zmiana prądu kolektora w funkcji zmian napięcia. Sygnał ten był zapisywany na taśmie rejestratora i odtwarzany po zapytaniu z Ziemi. Przyrząd pracował normalnie od startu do 14 lipca 1963, kiedy to nastąpiła usterka elektryczna uniemożliwiająca zapis danych przez rejestrator.